# Get Over You
Get Over You è il terzo singolo estratto dall'album di debutto della cantante pop britannica Sophie Ellis-Bextor, Read My Lips.
Il brano, scritto dalla cantante insieme a Gregg Alexander e prodotto da Blackcell, è di genere dance pop e segue, nell'ordine cronologico delle pubblicazioni della cantante, due singoli di grande successo commerciale: Take Me Home e Murder on the Dancefloor. Il brano non era presente nella versione originale dell'album, che fu ristampato al momento della pubblicazione del singolo con l'inclusione del nuovo pezzo. Fu comunque pubblicato nel maggio del 2002, poche settimane prima di Move This Mountain, ma ricevette più promozione rispetto alla seconda canzone e il suo video, diretto da "Max & Dania", divenne più popolare. Il singolo raggiunse la terza posizione della classifica dei singoli del Regno Unito, diventando la terza top3 consecutiva della cantante.

## Tracce e formati
UK CD 1 (5708342)

Pubblicato: 10 giugno 2002
1. "Get Over You" [Single Mix] – 3:16
2. "Move This Mountain" [Radio Edit] – 4:49
3. "Live It Up" [Acoustic Version] – 3:38
4. "Get Over You" [Video]

UK CD 2 (570833)

Pubblicato: 10 giugno 2002
1. "Get Over You" [Single Mix] – 3:16
2. "Get Over You" [Max Reich Vocal Mix] – 6:58
3. "Move This Mountain" [Video]

Maxi-Single CD

Pubblicato: 21 agosto 2002
1. "Get Over You" [Single Mix] – 3:16
2. "Move This Mountain" [Radio Edit] – 4:49
3. "Live It Up" [Acoustic Version] – 3:38
4. "Get Over You" [Max Reich Vocal Mix] – 6:58
5. "Murder on the Dancefloor" [Jewels & Stone Mix Edit]
6. "Get Over You" [Video]
7. "Move This Mountain" [Video]

## Classifiche
| Classifica        | Posizione raggiunta |
| ----------------- | ------------------- |
| Regno Unito       | 3                   |
| Belgio (Fiandre)  | 3                   |
| Nuova Zelanda     | 3                   |
| Australia         | 4                   |
| Danimarca         | 5                   |
| Irlanda           | 11                  |
| Paesi Bassi       | 13                  |
| Svizzera          | 15                  |
| Norvegia          | 15                  |
| Finlandia         | 16                  |
| Francia           | 23                  |
| Italia            | 26                  |
| Svezia            | 27                  |
| Austria           | 35                  |
| Belgio (Vallonia) | 36                  |
| Mondo             | 18                  |